# Shghur Fawqani
Shghur Fawqani (tiếng Ả Rập: شغور فوقاني) là một ngôi làng Syria nằm ở Jisr al-Shughur Nahiyah ở huyện Jisr al-Shughur, Idlib. Theo Cục Thống kê Trung ương Syria (CBS), Shghur Fawqani có dân số năm 2079 trong cuộc điều tra dân số năm 2004.